# Comissió Europea dels Drets Humans
La Comissió Europea de Drets Humans va ser una branca del Consell d'Europa i va ser, amb el Tribunal Europeu de Drets Humans, el sistema judicial establert pel Conveni per a la Protecció dels Drets Humans i les llibertats fonamentals. Va tenir la seva seu a Estrasburg des de juliol de 1954 a octubre de 1999.
El paper de la comissió era el de rebre les sol·licituds de qualsevol Estat, persona o organització que volgués presentar queixes per una violació de la Convenció per a la Protecció dels Drets Humans i les Llibertats Fonamentals. Si la sol·licitud es considerava admissible, la missió de la comissió era intentar establir un acord i, a falta d'aquest acord, la sol·licitud era remesa al Tribunal Europeu de Drets Humans.
Des de 1954 fins a l'entrada en vigor del Protocol 11 del Conveni Europeu de Drets Humans, les persones no tenien accés directe al Tribunal Europeu de Drets Humans i s'havien d'adreçar a la comissió, que si trobava que el cas estava ben fonamentat obriria una causa al Jutjat en nom de la persona. El Protocol 11, que va entrar en vigor l'any 1998, va abolir la comissió, va ampliar la Cort i va permetre que les persones hi poguessin arribar els casos directament.
La primera sol·licitud va ser tramesa a la Comissió Europea dels Drets Humans el 1955, i el Tribunal Europeu de Drets Humans va emetre la seva primera sentència el 1960 (Lawless v. Irlanda 14 novembre 1960).
Atès que el Tribunal Europeu de Drets Humans es va fer permanent l'1 de novembre de 1998, la comissió va ser suprimida i el sol·licitant pot ara adreçar-se directament a la Cort Europea de Drets Humans.